# Peyrieu
Peyrieu es una comuna francesa del departamento de Ain, en la región de Auvernia-Ródano-Alpes.

## Demografía
| 570 | 574 | 541 | 558 | 560 | 646 | 779 | 828 |
| Para los censos de 1962 a 1999 la población legal corresponde a la población sin duplicidades (Fuente: INSEE [Consultar]) |     |     |     |     |     |     |     |

## Personalidades vinculadas
- Claude Dallemagne, general francés, nació en Peyrieu en 1754.